# 天津丽蚌
天津丽蚌（学名：Lamprotula tientsinensis）为蚌科丽蚌属的动物，俗名老窝子、白玉蛤、窝子，是中国的特有物种。分布于浙江、江苏、安徽、江西、湖南等地，常见于水深、冬季不干枯的湖泊河流以及泥沙底或泥底。